# جی لازار گارفیلد
جی لازار گارفیلد (به انگلیسی: Jay Lazar Garfield؛ زاده ۱۳ نوامبر ۱۹۵۵) استاد فلسفه آمریکایی است که در بودیسم تبتی تخصص دارد. او همچنین در زمینه فلسفه ذهن، علوم شناختی، معرفت‌شناسی، متافیزیک، فلسفه زبان، اخلاق و هرمنوتیک تخصص دارد. او در حال حاضر استاد علوم انسانی در کالج اسمیت، استاد فلسفه در دانشگاه ملبورن، استاد مدعو فلسفه و مطالعات بودایی در مدرسه الهیات هاروارد، و استاد کمکی فلسفه در دانشگاه مرکزی مطالعات تبت است.

## شغل دانشگاهی
گارفیلد در سال ۱۹۷۵ مدرک کارشناسی را از کالج اوبرلین دریافت کرد و در سال ۱۹۸۶ مدرک دکتری خود را از دانشگاه پیتسبورگ دریافت کرد. در این دانشگاه با ویلفرد سلارز و آنت بایر کار کرد. در دانشگاه مرکزی مطالعات تبت در هند، ناگارجونه را نزد گشه یشه ثابخاس آموخت.
او از سال ۱۹۸۰ تا ۱۹۹۵ در کالج همپشایر، از ۱۹۹۶ تا ۱۹۹۸ در دانشگاه تاسمانی و از سال ۱۹۹۹ در کالج اسمیت تدریس کرد.
او سردبیر مجله سوفیا است و در هیئت تحریریه روان‌شناسی فلسفی، مجله فلسفه و دین هند، بررسی فلسفی استرالیایی، فلسفه شرق و غرب، مؤسسه مطالعات بودایی آمریکا/مرکز مطالعات بودایی کلمبیا/ خانه تبت، دایرةالمعارف فلسفه استنفورد، و مجله فلسفه بودایی مشارکت دارد.
گارفیلد از سال ۲۰۱۳ تا ۲۰۱۶، اولین استاد علوم انسانی معبد کوان ایم تونگ هود چو (Kwan Im Thong Hood Cho) و رئیس مطالعات، فلسفه در کالج ییل-دانشگاه ملی سنگاپور بود. او گفته‌است: «این استادی فرصت یک عمر را به من داد - کار با دانشجویان و همکاران با انگیزه، خلاق و با استعداد و کار در جامعه‌ای متعهد به ساختن چیزی کاملاً جدید، یک کالج هنرهای لیبرال آسیایی با برنامه درسی جهانی.» گارفیلد در دوران استادی خود در کالج ییل-دانشگاه ملی سنگاپور، یکی از شش دانشمندی بود که با چهاردهمین دالای لاما در کنفرانسی با موضوع «نقشه‌برداری از ذهن: گفتگوی بین علم مدرن و علم بودایی» شرکت کرد.

## جنجال بر سر «اگر فلسفه تنوع پیدا نکند»
گارفیلد مدت‌هاست که منتقد رویکرد فیلسوفان غربی بوده‌است. او خاطرنشان کرده‌است که «افرادی در حرفه ما هنوز خوشحال هستند که فلسفه غرب را به‌عنوان «هسته» این رشته فلسفه و به‌عنوان یک مورد متمایز در نظر می‌گیرند. برای مثال، دوره‌ای که فقط به فلسفه کلاسیک یونان می‌پردازد را می‌توان راحت فلسفه «باستان» نامید، نه «فلسفه غرب باستان»؛ و متافیزیک را با نادیده گرفتن همه متافیزیک‌های غیرغربی حساب کرد. برای آن‌ها فلسفه هند درس دیگری در تاریخ فلسفه نیست، بلکه بخشی از برنامه تحصیلی دوره غیرغربی است.» به دلیل دانش بودیسم و تعهد به تشویق مطالعه فلسفه آسیایی، گارفیلد به‌عنوان سخنران اصلی در کنفرانسی در مورد سنت‌های فلسفی غیرغربی که توسط دانشجویان فارغ‌التحصیل فلسفه در دانشگاه پنسیلوانیا در سال ۲۰۱۶ برگزار شد، دعوت شد. او از این که فقط «یک یا دو» نفر از اعضای هیئت علمی عادی در این بخش حضور داشتند «خشمگین» بود، زیرا احساس می‌کرد که این نشان‌دهنده عدم حمایت از علاقه دانشجویان خود به فلسفه غیرغربی است.
گارفیلد این موضوع را با سخنران دیگری در کنفرانسی به نام برایان دبلیو. ون نوردن در میان گذاشت و آن‌ها سرمقاله‌ای نوشتند که در ماه مه همان سال در ستون وبلاگ نیویورک تایمز منتشر شد، با عنوان «اگر فلسفه متنوع نشود، بیایید بگوییم این همان چیزی است که واقعاً وجود دارد.» آن‌ها در این سرمقاله می‌گویند: «ما از همکاران خود خواسته‌ایم در تحقیق و تدریس خود فراتر از اروپا نگاه کنند. با وجود این درخواست، تا زمانی که فلسفه اروپایی‌محور باقی بماند، پیشرفت کم بوده‌است. گارفیلد و ون نوردن از کسانی که معتقدند منطقی است که نظم و انضباط خود را حول شخصیت‌ها و متون اروپایی و آمریکایی سازمان‌دهی کنیم تا این دستور کار را با صداقت دنبال کنیم؛ بنابراین پیشنهاد می‌کنیم که هر دپارتمانی دوره‌هایی را که فقط در مورد فلسفه غرب ارائه می‌دهد، نام دوره را به «گروه فلسفه اروپایی و آمریکایی» تغییر دهد.»
این مقاله تنها در ۱۲ ساعت ۷۹۷ نظر دریافت کرد. (هیچ‌یک از ستون‌های دیگر وبلاگ در آن ماه بیش از ۵۰۰ نظر نداشت) گارفیلد بعداً توضیح داد: «من با این همه ایمیل در صندوق ورودی خود از خواب بیدار شدم که مردم می‌پرسند، «خوبی؟»، «آیا لازم است صحبت کنی؟» گارفیلد به زودی متوجه شد که همکارانش نسبت به او ابراز نگرانی می‌کنند، زیرا بسیاری از نظرات این مقاله بیان‌گر «نژادپرستی خشن و بیگانه‌هراسی بود. و برخی از آن پیام‌ها به وضوح توسط فیلسوفان و دانش‌آموزان فلسفه بود.» یکی از اظهارنظرهای معمول این بود که فلسفه غرب سزاوار اولویت است زیرا «مکتب فکری خاصی بود که آتش به جان فلسفه انداخت، مرزهای فرهنگی را شکست و پایه‌های علم مدرن را بنا نهاد.» از سوی دیگر، نظرات حمایتی زیادی نیز وجود داشت: «بشنوید! بشنوید! گنجاندن این موضوع در دستور روز است… چه چیزی می‌تواند بهتر از این باشد؟ ما چیزهای زیادی برای یادگیری از یگدیگر داریم؛ کافی است که فقط گوش کنیم.»
مقاله گارفیلد و ون نوردن بلافاصله به چینی ترجمه شد، و در بیش از بیست وبلاگ در دنیای انگلیسی‌زبان، از جمله ردیت، مورد نظر واقع شد یا میزبان بحث و گفتگو بود. مقاله گارفیلد و ون نوردن همچنان واکنش‌های شدیدی را برانگیخته است. برخی فراخوان آن‌ها برای تنوع بیش‌تر در قانون فلسفی ایالات متحده را تحسین کرده‌اند. علاوه بر این، نقد آن‌ها در چندین مقاله اخیر که در خصوص تنوع بیش‌تر در فلسفه بحث می‌کنند، ارائه شده‌است.
با این حال، انتقادات گسترده‌ای نیز به مقاله گارفیلد و ون نوردن وارد شده‌است. مقالاتی در Aeon و Weekly Standard استدلال کردند که «فلسفه» بنا به تعریف، سنتی است که از افلاطون و ارسطو رشد می‌کند، بنابراین هیچ چیز خارج از آن سنت نمی‌تواند فلسفه به‌حساب آید. پروفسور ایمی اولبردینگ از دانشگاه اوکلاهاما پاسخ مفصلی به منتقدان گارفیلد و ون نوردن نوشت و استدلال کرد که انتقادات در قالب یک الگوی کلیشه‌ای قرار می‌گیرند که خیانت به سوءتفاهم اساسی موضوعات است.

## آثار

### کتاب‌ها
- خودمان را گم کنیم: یاد بگیریم بدون خود زندگی کنیم (انتشارات دانشگاه پرینستون ۲۰۲۲).
- اخلاق بودایی: یک کاوش فلسفی (فلسفه بودایی برای فیلسوفان) (انتشارات دانشگاه آکسفورد ۲۰۲۲).
- تحقیق دیگناگا در مورد ادراک: میراث فلسفی در هند و تبت (با داگلاس داکورت، دیوید اکل، جان پاورز، یش تابخاس و سونام تاکچو، انتشارات دانشگاه آکسفورد ۲۰۱۶).
- مسیرهای ماه: اخلاق در زمینه حقیقت متعارف (با کاوهردز، انتشارات دانشگاه آکسفورد ۲۰۱۵).
- بودیسم جذاب: چرا بودیسم برای فلسفه اهمیت دارد؟ (انتشارات دانشگاه آکسفورد ۲۰۱۵).
- دلیل شیرین: راهنمای میدانی برای منطق مدرن، ویرایش دوم (با جیمز هنل و توماس تیموکزکو. وایلی. (۲۰۱۱).
- ایدئالیسم غربی و منتقدان آن، انتشارات دانشگاه مرکزی مطالعات تبت، سارناث، هند، ۲۰۱۱، فقط نسخه انگلیسی، هوبارت: انتشارات پیرهو ۱۹۹۸.
- سایه‌های ماه: حقیقت متعارف در فلسفه بودایی (با کاوهردز، انتشارات دانشگاه آکسفورد. (۲۰۱۰).
- اقیانوس استدلال: تفسیر سونگ خا پا بزرگ در مولامادیاماکاکاریکای ناگارجونا (به‌همراه گشه نگاوانگ سامتن)، انتشارات دانشگاه آکسفورد، ۲۰۰۶.
- کلمات خالی: فلسفه بودایی و تفسیر میان فرهنگی. انتشارات دانشگاه آکسفورد، نیویورک، ۲۰۰۲.
- مترجم و مفسر، حکمت بنیادی راه میانه: مولامادیاماکاکاریکای ناگارجونا. انتشارات دانشگاه آکسفورد، نیویورک، ۱۹۹۵.
- علوم شناختی: مقدمه (با ان. استیلینگ، ام. فاینشتاین، ای. ریسلند، دی. روزنبام، اس. ویزلر، و ال بیکر وارد). بردفورد بوکز/انتشارات ام‌آِ‌تی ۱۹۸۷; ویرایش دوم (با ان. استیلینگ، ام. فاینشتاین، ای. ریسلند، دی. روزنبام، اس. ویزلر، و ال بیکر وارد)، بردفورد بوکز/انتشارات ام‌آِ‌تی، ۱۹۹۵.
- باور به روان‌شناسی: مطالعه‌ای در هستی‌شناسی ذهن. بردفورد بوکز/انتشارات ام‌آِ‌تی، ۱۹۸۸.

### ویرایش‌ها
- مادهیاماکا و یوگاکارا: متحدان یا رقبا؟ (ویرایش، با جی وسترهوف)، انتشارات دانشگاه آکسفورد، ۲۰۱۵.
- ماه به عقب اشاره می‌کند: بودیسم، منطق و فلسفه تحلیلی (ویرایشگر با وای. دگوچی، جی. پریستو کی. تاناکا). انتشارات دانشگاه آکسفورد، ۲۰۱۵.
- تفکر مخالف: مقالات منتخب دایا کریشنا (با نبوشان و دی راوه)، انتشارات دانشگاه آکسفورد (۲۰۱۱).
- فلسفه هند به زبان انگلیسی: رنسانس تا استقلال (با ان. بوشان)، انتشارات دانشگاه آکسفورد (۲۰۱۱).
- کتاب راهنمای فلسفه جهان آکسفورد (به همراه دبلیو ادلگلس)، انتشارات دانشگاه آکسفورد (۲۰۱۰).
- اشاره به ماه: بودیسم، تحلیل منطقی (با تی تیلمانز و ام داماتو)، ۲۰۰۹، انتشارات دانشگاه آکسفورد.
- ترنس‌بودیسم: ترجمه، انتقال و تحول (با ان. بوشان و ای. زابلوکی) ۲۰۰۹، انتشارات دانشگاه ماساچوست.
- فلسفه بودایی: خواندن ضروری (با ویلیام ادگلاس) ۲۰۰۹، انتشارات دانشگاه آکسفورد.
- مبانی علوم شناختی: خوانش‌های ضروری. خانه پاراگون، نیویورک، ۱۹۹۰.
- معنا و حقیقت: خوانش‌های اساسی در معناشناسی مدرن (با موری کیتلی). خانه پاراگون، نیویورک، ۱۹۹۰.
- مدولاریت در بازنمایی دانش و درک زبان طبیعی. بردفورد بوکز/انتشارات ام‌آِ‌تی، ۱۹۸۷.
- سقط جنین: دیدگاه‌های اخلاقی و حقوقی (با پاتریشیا هنسی). انتشارات دانشگاه ماساچوست، ۱۹۸۴.